# Lindsay Hoyle
Lindsay Harvey Hoyle (Adlington, 10 giugno 1957) è un politico britannico, Speaker della Camera dei comuni del Regno Unito dal 4 novembre 2019.

## Carriera

### Consigliere
Nelle elezioni locali del 1980 nel Regno Unito, Hoyle fu eletto consigliere del distretto laburista di Chorley per il rione di Adlington, sconfiggendo il conservatore in carica.

### Membro del Parlamento
Nel febbraio 1996, Hoyle fu scelto come candidato laburista per il collegio di Chorley alle elezioni generali del 1997. Vinse le elezioni con un vantaggio di 7.625 voti, diventando il primo deputato laburista di Chorley da diciotto anni a quella parte.

### Presidente di Ways and Means
Hoyle fu eletto Presidente di Ways and Means e Vice Presidente della Camera dei Comuni l'8 giugno 2010. Fu nominato membro del Consiglio privato di sua maestà nel gennaio 2013.

### Presidente della Camera dei Comuni
Il 4 novembre 2019 Hoyle si candidò come Speaker per sostituire John Bercow; da subito fu visto dai media come favorito. Hoyle mantenne un vantaggio sostanziale nel primo, secondo e terzo scrutinio delle elezioni, prima di essere eletto presidente al quarto turno, sconfiggendo Chris Bryant.

## Vita personale
Hoyle si è sposato due volte e ha avuto due figlie. Si sposò nel 1974 con Lynda Anne Fowler; divorziarono nel 1982. Nel giugno 1993, Hoyle sposò Catherine Swindley.